# Кулиш, Николай Гуриевич
Никола́й Гу́риевич Кули́ш (укр. Микола Гурович Куліш; 6 [18] декабря 1892, Чаплинка, Таврическая губерния — 3 ноября 1937, Сандармох, Карельская АССР) — украинский драматург и журналист, педагог.

## Биография и творчество
С 9 лет учился в церковно-приходской школе, где оказался способным учеником. Чаплинские интеллигенты (особенно школьный учитель Владимир Филиппович Губенко, долго убеждавший родителей Кулиша в способностях сына) решили помочь одарённому мальчику и собрали средства — около 100 рублей, — чтобы он мог продолжить образование.
С 1905 года учился в Алёшковском городском восьмиклассном училище; жил у своего приятеля по училищу Антона Алейникова. В Алёшках познакомился с известным писателем и переводчиком Иваном Днепровским, который впоследствии написал много воспоминаний о Кулише. Несколько раз отчислялся из училища «за организацию кружков молодёжи и непочтение к начальству».
В 1908 поступил в Алёшковскую прогимназию, обучение не закончил из-за закрытия заведения. Жил на квартире своего гимназического друга Всеволода Невелля, где познакомился с его сестрой Антониной, своей будущей женой.
Первые произведения Кулиша — сатирические стихи, фельетоны, эпиграммы, появлявшиеся на страницах ученических рукописных журналов, инициатором и редактором которых был он сам. Другие, непечатные произведения распространялись в списках среди подростков и молодёжи и оказали на них значительное влияние. В Алёшках появились и первые драматические опыты Кулиша — колоритные зарисовки из прежней жизни. В 1913 он написал свою первую пьесу «На рыбной ловле» на русском языке, которая впоследствии легла в основу комедии «Так погиб Гуска».
В 22 года подал документы в Новороссийский университет на филологический факультет, был зачислен на первый курс, однако в августе 1914 его мобилизовали. Служил рядовым в запасном батальоне. Захотев перед отправкой на фронт повидаться с невестой, самовольно оставил казарму, за что получил наказание от полковника, хотя и не очень строгое. В 1914 году был отправлен в Одесскую школу прапорщиков, а по её окончании — на фронт. 1915—1917 гг. провёл на передовой, был несколько раз ранен, контужен. Продолжал писать, в основном стихи и небольшие драматические сцены. Некоторые его стихи печатались в армейской газете, а одноактные пьесы разыгрывались солдатами.
В 1917 году, уже будучи офицером, во время Февральской революции встал на её сторону. С начала 1918 — председатель Алёшковского совета рабочих и крестьянских депутатов. В июле 1919 года, находясь в Херсоне, сформировал в составе Красной Армии Днепровский крестьянский полк, с которым впоследствии защищал Херсон и Николаев в боях с деникинцами. В период Украинской державы провёл 5 месяцев в заключении. После возвращения Красной Армии на Украину становится начальником штаба группы войск Херсонского и Днепровского уездных военкоматов.
После демобилизации руководил органами народного образования в Алёшковском уезде. Составил первую украинскую азбуку для взрослых — «Первинку», в которой использовал произведения классической украинской литературы, а также некоторые собственные. Организуя школы, много путешествовал по южной Украине. Во время голода 1921—1922 годов всячески пытался помочь школьникам и учащимся. События этого периода отразил в документально-очерковой повести на русском языке «По весям и сёлам» (опубликована в одесском педагогическом журнале «Наша школа» № 3, 4—5 за 1923).
В 1922 работал в губернском отделе народного образования в Одессе на должности инспектора школ. В 1924 году написал пьесу «97», в которой рассказал о голоде 1921—22 на Херсонщине. Постановки этого произведения и пьесы «Коммуна в степях» (1925) на харьковской сцене принесли Кулишу всеобщее признание. В Одессе стал членом писательского союза «Гарт». В Зиновьевске с конца апреля до начала июня 1925 редактировал газету «Красный путь», переписывался с Днепровским и другими известными культурными деятелями.
В 1925 переехал в Харьков, вошёл в литературную организацию «ВАПЛИТЕ». Много лет плодотворно сотрудничал с труппой театра «Березиль» и его режиссёром Лесем Курбасом.
К середине 1920-х годов постепенно стал одной из центральных фигур украинской литературной, общественной и художественной жизни. В ноябре 1926 был избран президентом «ВАПЛИТЕ» и занимал эту должность до января 1928. В 1926—1928 входил в состав редакционной коллегии журнала «Красный Путь», печатался в альманахе «Литературная ярмарка», написал статью «Критика или прокурорский допрос», где защищал право художника на самобытность и внутреннюю независимость.
С конца 1929 — член президиума нового литературного объединения «Пролитфронт».
С начала 1930-х годов подвергался острой политической и эстетической критике. После недолгого путешествия по Херсонщине, видя голодомор 1933, начал разочаровываться в революционных идеях.
На первом всесоюзном съезде советских писателей 17 августа — 1 сентября 1934 Кулиша объявили буржуазно-националистическим драматургом.
В декабре 1934 арестован органами НКВД и обвинён в принадлежности к националистической террористической организации и связях с ОУН. В марте 1935, во время судебного процесса по «Делу боротьбистов», приговорён выездной Военной коллегией Верховного суда (вместе с Г. Эпиком, Е. Плужником, В. Пидмогильным и др.) к 10 годам Соловецких лагерей.
На Соловках содержался в строгой изоляции. 3 ноября 1937 по постановлению особой тройки НКВД по Ленинградской области от 9 октября 1937 расстрелян в урочище Сандармох в составе т. н. «Соловецкого этапа» в количестве 1111 человек.
Реабилитирован 4 августа 1956 за отсутствием состава преступления.

## Творчество
Первые пьесы «97» (1924), «Коммуна в степях» (1925) — преимущественно реалистично-бытового характера; комедия-фарс «Хулий Хурина» (1926) имеет экспрессионистические черты; «Зона» (1926) — острая сатира на партийных карьеристов, комедия «Так погиб Гуска» (1925) — с элементами символизма. Вершиной творчества Кулиша считаются пьесы «Народный Малахий» (1927) и «Мина Мазайло» (1929), их тема — лживость идеалов коммунистической революции, национальное приспособленчество и фальшь мещанской среды. «Патетическая соната» (1929) показывает борьбу трёх сил в 1917—18 гг. — коммунистической, белогвардейской и национально-патриотической; в пьесе использованы средства тогдашней экспериментальной драмы в сочетании с традиционным украинским театром (вертеп). В 1930-х гг. написал пьесы «Маклена Граса» (1933), «Прощай, село» (1933), «Возвращение Марка» (1934), «Вечный бунт» и др., разгромленные официальной критикой.
Находясь в заключении, продолжал писать. Тексты самой первой («На рыбной ловле») и последней («Такие») пьес были изъяты у писателя во время ареста и считаются утраченными.

### На русском языке
- Девяносто семь: Пьеса в 4-х д. / Пер. с укр. А. Гатова. — [Харьков]: Гос. изд. Украины, 1926. — 72 с.
- 97: Пьеса в 4-х д. / [Авториз. пер. с укр. П. Зенкевича и С. Свободиной]. — М.: Искусство, 1957. — 138 с.
- Патетическая соната; Маклена Граса: Пьесы / [Авториз. пер. с укр. П. Зенкевича и С. Свободиной; Вступ. статья А. Дейча]. — М.: Искусство, 1964. — 170 с.
- Патетическая соната / Авториз. пер. с укр. П. Зенкевича и С. Свободиной. — М., 1965. — 87 л.
- Девяносто семь: Пьеса в 4-х д. / Авториз. пер. с укр. П. Зенкевича и С. Свободиной. — М., 1966. — 78 л.
- Маклена Граса / Авториз. пер. с укр. П. Зенкевича и С. Свободиной. — М., 1966. — 66 л.
- Пьесы / [Авториз. пер. с укр.; Послесл. Н. Кузякиной; Примеч. Н. Корниенко; Худож. А. П. Антонов]. — М.: Искусство, 1980. — 351 с. Содерж.: 97; Так погиб Гуска; Народный Малахий; Патетическая соната; Маклена Граса.